# Lyrics Born
Lyrics Born, all'anagrafe Tom Shimura (Tokyo, 1972), è un rapper giapponese naturalizzato statunitense, membro del gruppo Latyrx.

## Biografia
Durante gli anni della sua infanzia si trasferisce a Berkeley, in California. Qui nasce il suo amore per l'hip hop: presso l'Università della California, Davis, nel 1990, incontra cinque persone che daranno una svolta alla sua vita. Il rapper Gift Of Gab, il produttore Chief Xcel, un giovane beatmaker in erba conosciuto come DJ Shadow ed un rapper di Bay Area chiamato Lateef The Truth Speaker. Grazie a Jeff Chang, che utilizza il nome d'arte DJ Zen, i cinque riescono a realizzare un programma radiofonico riservato agli studenti dei college. Nel 1993 Tom Shimura registra il brano Send Them come Asia Born; tre anni dopo forma i Latyrx, e per l'occasione cambierà il proprio nome in Lyrics Born.

## Discografia
- Later That Day (2003)
- The Lyrics Born Variety Show, Season One (2005)
- Same Shit Different Day (2005)
- Real People (2015)
- Quite a Life (2018)
- Mobile Homies Season 1 (2022)

## Filmografia parziale
- Finché forse non vi separi (Always Be My Maybe), regia di Nahnatchka Khan (2019)